# Stazione di Galliera
La stazione di Galliera è una fermata ferroviaria posta sulla linea Padova-Bologna. Serve il centro abitato di Galliera, nella città metropolitana di Bologna.

## Storia
Originariamente stazione, venne trasformata in assuntoria nel 1961. Successivamente venne declassata a fermata.

## Movimento
La fermata è servita da treni regionali svolti da Trenitalia Tper nell'ambito del contratto di servizio stipulato con la Regione Emilia-Romagna.
La fermata è interessata dai treni della linea S4A (Bologna Centrale - Ferrara) del servizio ferroviario metropolitano di Bologna.
Al 2007, l'impianto risultava frequentato da un traffico giornaliero medio di circa 260 persone.
A novembre 2019, la stazione risultava frequentata da un traffico giornaliero medio di circa 735 persone (381 saliti + 354 discesi).

## Servizi
La stazione è classificata da RFI nella categoria bronze.